# 1962 aux échecs
| Années des échecs : 1959 - 1960 - 1961 - 1962 - 1963 - 1964 - 1965    |
| Décennies des échecs : 1930 - 1940 - 1950 - 1960 - 1970 - 1980 - 1990 |

Cet article présente les faits marquants de l'année 1962 aux échecs.

## Événements majeurs
Bobby Fischer remporte le tournoi interzonal disputé à Stockholm.
Tigran Petrossian remporte le tournoi des candidats disputé à Curaçao.
L'URSS remporte l'Olympiade d'échecs de 1962 disputée à Varna (Bulgarie).

## Championnats nationaux
- Argentine : Raúl Sanguineti remporte le championnat[1],[2]. Chez les femmes, Celia Baudot de Moschini s’impose.
- Autriche : Pas de championnat[3], chez les femmes non plus[4].
- Belgique : Robert Wilaert remporte le championnat[5]. Chez les femmes, pas de championnat[6].
- États-Unis du Brésil : Ollicio Gadia remporte le championnat[7]. Chez les femmes, c’est Dora de Castro Rubio qui s’impose.
- Canada : Pas de championnat[8].
- Chine : Xu Tianli remporte le championnat[9].
- Écosse : William Fairhurst remporte le championnat[10].
- Espagne : Arturo Pomar remporte le championnat[11]. Chez les femmes, pas de championnat[12].
- États-Unis : Larry Evans remporte le championnat[Note 1],[13]. Chez les femmes, Gisela Kahn Gresser s’impose[14].

- Finlande: Kaarle Ojanen remporte le championnat[15].
- France : André Thiellement remporte le championnat [16]. Chez les femmes, pas de championnat[17].
- Inde : Pas de championnat[18].
- Iran : Morteza Hemmasian remporte le championnat[19].

- Pays-Bas : Corrie Vreeken remporte le championnat féminin[20]. Pas de championnat masculin cette année.
- Pologne : Witold Balcerowski remporte le championnat[21].
- Royaume-Uni : Jonathan Penrose remporte le championnat[22].
- Suisse : Joseph Kupper remporte le championnat [23]. Pas de championnat féminin cette année[24].
- RSS d'Ukraine : Leonid Stein remporte le championnat[25],[26], dans le cadre de l’U.R.S.S.. Chez les femmes, Olena Malynova s’impose[27].
- RFP Yougoslavie : Aleksandar Matanović et Dragoljub Minić remportent le championnat[28],[29]. Chez les femmes, Milunka Lazarević s’impose.

## Naissances
- Jaan Ehlvest
- Nana Iosseliani

## Nécrologie
- En 1962 : Carlos Hounié Fleurquin (en)
- 25 février : Toma Popa (en)
- 11 mars : Viatcheslav Ragozine
- 3 avril : Ernst Grünfeld
- 23 avril : Oskar Antze (en)
- 25 avril : Leo Zobel (en)
- 4 mai : Josef Rejfíř
- 27 juillet : Roy Turnbull Black (en)
- 16 août : Axel Cruusberg (en)
- 9 octobre : Milan Vidmar
- 17 octobre : Edward Hymes (en)
- 25 octobre : Abe Turner (en)
- 18 novembre : Abram Gurvich (en)
- 30 novembre : Ossip Bernstein
- En décembre : Menachem Oren (en)
- 27 décembre : Pál Réthy (en)